# 朱国平 (企业家)
朱国平（1960年—），江苏丹阳人，汉族，中华人民共和国政治人物、全国人民代表大会江苏地区代表。

## 生平
毕业于南京理工大学工商管理专业，加入中国共产党。担任飞达集团总裁。2008年起担任全国人大代表。2013年，被选为全国人大代表。